# Пикуринский
Пикуринский — опустевший поселок в Трубчевском районе Брянской области в составе Семячковского сельского поселения.

## География
Находится в южной части Брянской области на расстоянии приблизительно 16 км на северо-запад по прямой от районного центра города Трубчевск.

## История
Основан в 1920-х годах как посёлок Дубровский. На карте 1941 года был отмечен как Дубровский с 4 дворами.

## Население
Численность населения: 24 человека (1926 год), 21 (1979), 1 человек (русские 100 %) в 2002 году, 0 в 2010.